# Голмс Осборн
Голмс Осборн (англ. Holmes Osborne; нар. 7 листопада 1947, Канзас-Сіті, Міссурі, США) — американський актор, відомий за ролями у стрічках «Донні Дарко» (2001), «Ті, що говорять із вітром» (2002), «Ідентифікація» (2003), «Казки півдня» (2007).

## Життєпис
Голмс Осборн народився 7 листопада 1947 року в місті Канзас-Сіті, Міссурі.
Кінодеб'ют відбувся у 1976 році в стрічці «Студентське самоврядування».

## Вибрана фільмографія
| Рік  |    | Українська назва                       | Оригінальна назва                          | Роль                       |
| ---- | -- | -------------------------------------- | ------------------------------------------ | -------------------------- |
| 2016 | ф  | Правила не застосовуються              | Rules Don't Apply                          | Керрі                      |
| 2015 | с  | Головний госпіталь                     | General Hospital                           | Річард Ґатлінґ, губернатор |
| 2014 | с  | Анатомія Ґрей                          | Grey's Anatomy                             | доктор Кензі               |
| 2011 | ф  | Ларрі Краун                            | Larry Crowne                               | Дейв Бусік                 |
| 2012 | ф  | Курдупель                              | Fun Size                                   | містер Брудер              |
| 2010 | с  | Правила спільного життя                | Rules of Engagement                        | Ларрі                      |
| 2010 | с  | Поза законом                           | Outlaw                                     | Кевін                      |
| 2010 | ф  | Немислиме                              | Unthinkable                                | генерал Паульсон           |
| 2009 | ф  | Все про Стіва                          | All About Steve                            | Соломон                    |
| 2009 | ф  | Посилка                                | The Box                                    | Норм Кегілл                |
| 2007 | с  | Гаус                                   | House                                      | Кертіс, лікар              |
| 2007 | ф  | Війна динозаврів                       | D-War                                      | гіпнотерапевт              |
| 2005 | ф  | Більше, ніж кохання                    | A Lot like Love                            | Стівен Мартін              |
| 2005 | с  | Бостонське правосуддя                  | Boston Legal                               | Джордж Боствік             |
| 2005 | ф  | Следж: Нерозказана історія             | Sledge: The Untold Story                   | Річард Орхід               |
| 2005 | с  | NCIS: Полювання на вбивць              | NCIS: Naval Criminal Investigative Service | Фред Ганлан                |
| 2004 | с  | C.S.I.: Місце злочину Маямі            | CSI: Miami                                 | Ісаак Ґрінгілл, суддя      |
| 2004 | с  | Центр Всесвіту                         | Center of the Universe                     | міністр                    |
| 2004 | с  | Усі люблять Реймонда                   | Everybody Loves Raymond                    | Скотт                      |
| 2004 | ф  | Телеведучий: Легенда про Рона Борганді | Anchorman: The Legend of Ron Burgundy      | режисер                    |
| 2003 | ф  | Гуртом дешевше                         | Cheaper by the Dozen                       | Нік Джерард                |
| 2003 | тф | Різдво Керол                           | A Carol Christmas                          | Гел                        |
| 2003 | с  | Малкольм у центрі уваги                | Malcolm in the middle                      | містер Йонґ                |
| 2002 | ф  | Ті, що говорять із вітром              | Windtalkers                                | Голінґс                    |
| 2002 | ф  | Прокинувшись у Ріно                    | Waking Up in Reno                          | Дак Тейлер                 |
| 2001 | ф  | Донні Дарко                            | Donnie Darko                               | Едвард Дарко, батько Донні |
| 2000 | ф  | Добийся успіху                         | Bring It On                                | Брюс Спірман               |
| 1999 | ф  | Загін «Стиляги»                        | The Mod Squad                              | Кокрейн                    |
| 1999 | с  | Цілком таємно                          | The X-Files                                | Марк Джонсон               |
| 1998 | с  | Швидка допомога                        | Emergency Room                             | Сейєрс, лікар              |
| 1998 | с  | Із Землі на Місяць                     | From the Earth to the Moon                 | Джорж Лав                  |
| 1996 | ф  | Те, що ти робиш!                       | That Thing You Do!                         | містер Паттерсон           |
| 1987 | ф  | Гарні дівчата не вибухають             | Nice Girls Don't Explode                   | Дік                        |
| 1976 | ф  | Студентське самоврядування             | The Student Body                           | Джо                        |